# Antonio Celotti
Antonio Celotti (Gemona del Friuli, 13 luglio 1840 – Gemona del Friuli, 3 giugno 1904) è stato un politico italiano.

## Biografia
Discendente da una famiglia attestata a Gemona fin dal 1429, che ha dato alla città magistrati, medici e politici, è il secondo figlio di Antonio, comandante della guardia nazionale gemonese che ha preso parte ai moti del 1848, e di Lucia Gallici, madrina alla benedizione della prima bandiera d'Italia giunta in città dopo l'annessione del Friuli al Regno d'Italia. Cresciuto in un clima liberale e nazionalistico nel 1867 si laurea in giurisprudenza a Padova per poi iniziare l'attività di notaio che continua ad esercitare fino alla scomparsa. L'anno precedente, intanto, è stato eletto primo sindaco "italiano" di Gemona, carica che mantiene fino al 1879 e che ricopre per la seconda volta dal 1890 al 1895. 
La sua azione amministrativa persegue la causa del progresso economico e sociale della comunità, della crescita industriale, della solidarietà, della pubblica istruzione libera e uguale per tutti e dell'elevazione della condizione femminile. Lo mette nero su bianco nel 1868, quando promuove la fondazione di una società "di beneficenza e lavoro". Mettendosi contro gli interessi della locale congregazione cattolica, di cui pure tesse le lodi per il lavoro svolto, Celotti sostiene che "è ormai il tempo di estirpare - e non soltanto di allievarne gli effetti con istituti di beneficenza - la causa della povertà diffusa". Il povero non deve dipendere quindi dai contributi caritatevoli, con l'assistenza che si trasforma in assistenzialismo, ma deve meritarli disponendosi di buon grado al lavoro. "Ecco", prosegue, "dove il sentimento religioso ed umanitario della carità deve esercitarsi; ecco la soluzione del problema della miseria".
Poiché rimane sul tappeto il problema dell'assistenza sociale agli invalidi, attraverso sovvenzioni che, pur necessarie, finiscono con l'ostacolare la produzione invece di stimolarla, Colotti prova a superare la condizione al momento agricola del comune promuovendo una (per allora) innovativa forma di associazionismo a partire dalla locale sezione della Società operaia, di cui è vice-presidente dal 1888 al 1896 e presidente fino alla scomparsa. Viene allo scopo fondata una società per azioni che, al pari di un moderno ufficio di collocamento, procuri "commissioni di lavoro in suo nome, e sotto propria responsabilità da tutti coloro che ricercano l’opera altrui" e fornisca al contempo attrezzature e materie prime e la necessaria istruzione tecnica e professionale dei candidati ai vari posti. Tale istituzione dovrebbe dare impulso anche al lavoro femminile ma si pone come ostacolo l'assenza di un asilo cui le aspiranti lavoratrici possano affidare i propri figli anche per la necessaria cura di cui abbisogna la prima infanzia in termini di educazione e prevenzione sanitaria. Una particolare attenzione la dedica al problema della pubblica istruzione promuovendo una scuola tecnica sostenuta interamente dal comune, che come l'asilo viene fortemente osteggiata dall'opposizione clericale fino al punto da farla chiudere .
Politicamente affine al liberalismo progressista è stato deputato tra il 1898 e il 1900.